# 正則開集合
位相空間 {\displaystyle X} の正則開集合とは、{\displaystyle X} の部分集合であって、その閉包の内部が自身に等しいもののことである。{\displaystyle \operatorname {Int} S}, {\displaystyle {\overline {S}}}, {\displaystyle \partial S} をそれぞれ {\displaystyle X} の部分集合 {\displaystyle S} の内部、閉包、境界とすると、{\displaystyle S} が正則開集合であることは {\displaystyle \operatorname {Int} ({\overline {S}})=S} や {\displaystyle \partial ({\overline {S}})=\partial S} が成り立つことと同値である。
また、{\displaystyle X} の正則閉集合とは、その内部の閉包が自身に等しい部分集合のことである。この条件は {\displaystyle {\overline {\operatorname {Int} S}}=S} や {\displaystyle \partial (\operatorname {Int} S)=\partial S} と同値である。

## 例
通常のユークリッド空間としての {\displaystyle \mathbb {R} } において、全ての開区間は正則開集合である。開集合 {\displaystyle S=(0,1)\cup (1,2)} は {\displaystyle \operatorname {Int} ({\overline {S}})=(0,2)\neq S} であるから正則開集合ではない。
閉区間は一点集合でない限り正則閉集合である。一点集合 {\displaystyle \{x\}} は内部が空であるから {\displaystyle {\overline {\operatorname {Int} \{x\}}}={\overline {\varnothing }}=\varnothing \neq \{x\}} となるため、正則閉集合でない。

## 性質
正則開集合は開集合であり、正則閉集合は閉集合である。
{\displaystyle X} の部分集合が正則開集合であるのは、その補集合が正則閉集合であるときそのときのみである。
全ての開かつ閉集合は正則開集合であると同時に正則閉集合でもある。
{\displaystyle X} の閉集合の内部は {\displaystyle X} の正則開集合であり、同様に、{\displaystyle X} の開集合の閉包は正則閉集合である。 二つの正則開集合の交叉は正則開集合であるが、合併は必ずしも正則開集合ではない。同様に、二つの正則閉集合の合併は正則閉集合であるが、交叉は必ずしも正則閉集合ではない。
{\displaystyle X} の全ての正則開集合からなる族は、結びを {\displaystyle U\vee V=\operatorname {Int} ({\overline {U\cup V}})}、交わりを {\displaystyle U\land V=U\cap V}、補元を {\displaystyle \neg U=\operatorname {Int} (X\setminus U)} とすることにより完備ブール代数をなす。